# Onthophagus sagittarius
Onthophagus sagittarius es una especie de insecto del género Onthophagus, familia Scarabaeidae, orden Coleoptera.

Fue descrita científicamente por Fabricius en 1775.